# غلين هيكس
غلين هيكس هو لاعب هوكي الجليد كندي، ولد في 28 أغسطس 1958.

## وصلات خارجية
- غلين هيكس على موقع دوري الهوكي الوطني (الإنجليزية)
- غلين هيكس على موقع EliteProspects.com (الإنجليزية)
- غلين هيكس على موقع HockeyDB.com (الإنجليزية)
- غلين هيكس على موقع Hockey-Reference.com (الإنجليزية)